# 萧剑声
萧剑声（1928年10月—），湖南人，中国音乐学院教授。

## 生平
1952年于中南部队艺术学院毕业。师从白凤岩、白凤岐、溥雪斋、曹东扶等三弦名家。1952-1953年为中南部队艺术剧院队员，1954-1965年为中國人民解放軍總政治部歌舞團团员，1964年至今任中国音乐学院教师，教授。他发展了三弦的演奏技法，使之成为有丰富表现力的独奏乐器，并总结出科学的演奏理论与教学理论。

## 原创及改编乐曲
- 《刘胡兰》
- 《红梅》
- 《梅花调》
- 《椰林鼓声》
- 《运粮小唱》

## 主要著作
- 《萧剑声三弦曲集》
- 《三弦乐曲选集》
- 《三弦基礎教程》
- 《三弦乐器的结构及有关声学原理》[3]
- 《三弦演奏的音质及音色变化》[4]
- 《大三弦的改革》[5]
- 《三弦"彈挑过弦"基本功的训练》
- 《三弦艺术之瑰宝--河南曲子"板头曲"》
- 《三弦起源历史资料编议》